# Hawthorne Heights
Hawthorne Heights, раніше A Day in the Life — американський рок-гурт із Дейтона, штат Огайо, створений у 2001 році. Колектив складається з Джей Ті Вудраффа (вокал, ритм-гітара), Метта Ріденора (бас-гітара, бек-вокал), Марка Макміллона (лід-гітара, екстрім бек-вокал) і Кріса Попадака (барабани, перкусія).
Гурт досяг комерційного успіху завдяки своїм першим двом альбомам, The Silence in Black and White (2004) і If Only You Were Lonely (2006), обидва отримали золотий сертифікат RIAA. Їхній другий альбом також піднявся на №. 1 у чарті Independent Albums Billboard і №. 3 в чарті Billboard 200. Вони також добре відомі своїм синглом 2006 року «Saying Sorry», який досяг золотого статусу та піднявся на № 7в чарті Billboard Hot Modern Rock Tracks. 24 листопада 2007 року помер гітарист Кейсі Калверт, залишивши гурт у складі чотирьох учасників. Третій альбом і перший без Калверта, Fragile Future, вийшов у серпні 2008 року, знову через Victory Records, після тривалої судової тяганини між двома сторонами.
Четвертий альбом гурту Skeletons (2010) посів 50 місце на Billboard 200. Колишній лейбл групи, Victory, випустив їній перший альбом найбільших хітів під назвою Midwesterners: The Hits у листопаді 2010 року. Незабаром після цього Hawthorne Heights залишили Wind-up Records, щоб заснувати власний звукозаписний лейбл Cardboard Empire. На новому лейблі гурт випустив EP-трилогію, починаючи з Hate, що вийшов в серпні 2011 року, а потім Hope — в червні 2012 року. Після підписання контракту з Red River Entertainment у 2013 році гурт відклав випуск третього мініальбому з трилогії та випустив повноцінний концептуальний альбом під назвою Zero у червні 2013 року. Група брала участь у турі Vans Warped Tour 2013 року.
У червні 2014 року оригінальний барабанщик Ерон Буччареллі покинув гурт. У січні 2015 року було оголошено, що Міка Карлі (гітара, екстрім бек-вокал) також пішов. Пізніше того ж року гурт випустив Hurt, третій мініальбом трилогії. Шостий студійний альбом гурту під назвою Bad Frequencies вийшов у 2018 році, сьомий альбом The Rain Just Follows Me вийшов у вересні 2021 року на Pure Noise Records.

## Історія

### Ранні дні (2001—2003)
Гурт A Day in the Life створили Джей Т. Вудрафф, Джессі Блер, Енді Сондерс, Джош Бетел та Енді Лезьєр у Дейтоні, штат Огайо, у 2001 році. Вони взяли свою назву від популярної пісні Beatles «A Day in the Life».
Їхнім першим записом було демо під назвою Four Bullets for One Girl, яке розійшлося тиражем у 500 копій за 2 місяці. Це привернуло до них увагу Confined Records, з якими вони випустили альбом під назвою Nine Reasons to Say Goodbye. Взимку 2003 року вони випустили EP із 6 пісень під назвою Paper Chromatography: The Fade from Dark to Light (який пізніше було перевидано як частину збірки From Ohio With Love).
У 2003 році Метт Ріденур, басист і бек-вокаліст, дорогою на роботу проходив повз готель під назвою Hawthorn Inn & Suites. Він вирішив додати «e» і Heights, щоб зробити Hawthorne Heights. Решта гурту погодилися.

### The Silence in Black and WhiteтаWhite and If Only You Were Lonely(2004—2006)
Перший альбом The Silence in Black and White записувався протягом чотирьох тижнів і вийшов 2004 року. Альбом спочатку продавався погано; однак невдовзі відео на пісню «Ohio Is for Lovers» почало транслюватися на MTV, і гурт отримав неперевершений успіх на радіо, а також зростаючу базу шанувальників по всій країні, а альбом став найпродаванішим дебютом на Victory Records. The Silence in Black and White посів 56 місце в чартах Billboard. 2005 року вийшли сингли «Niki FM» і «Silver Bullet».
Коли 28 лютого 2006 року вийшов їхній другий альбом «If Only You Were Lonely», він дебютував під номером 3 у чартах Billboard завдяки головному синглу «Saying Sorry», який регулярно транслювався на MTV, VH1 і Fuse. The Legion of Doom зробили ремікс на пісню з альбому під назвою «Where Can I Stab Myself in the Ears?» і він з'явився в саундтрекі фільму Інший світ: Еволюція. Ремікс отримав нову назву «Where Do I Stab Myself in the Ears».
Гурт брав участь у турі Nintendo Fusion Tour 2006 року. З цього туру планувалося записати живий CD/DVD, але його скасували, ймовірно, через ускладнення з Victory.

### Смерть Кейсі Калверта (2007)
Кейсі Калверт, ритм-гітарист гурту, був знайдений мертвим у гастрольному автобусі гурту у віці 26 років 24 листопада 2007 року. Напередодні гурт розпочав своє американське турне в Детройті, штат Мічиган. Звіти про токсикологію та розтин стверджують, що Калверт помер від комбінованого передозування. У заяві учасників гурту говориться, що Келверт помер уві сні, і що його тіло було виявлено до того, як гурт мав провести звукову перевірку перед своїм виступом у клубі 9:30 у Вашингтоні, округ Колумбія. Гурт провів кілька днів, оплакуючи, розмірковуючи та написавши пісню про смерть.
Ця пісня під назвою «Four Become One» з'явилась у їхньому третьому альбомі «Fragile Future». Учасники також присвятили Калверту іншу пісню під назвою «Sugar in the Engine». Наприкінці пісні можна почути, як Дж. Т. Вудрафф говорить про Калверта. Коли гурт грає старі хіти з The Silence in Black and White або If Only You Were Lonely, Карлі виконував усі партії Калверта, доки він не покинув гурт у 2015 році. Зараз Марк МакМіллон є екстрім-вокалістом групи.
Відповідно до результатів розтину, проведеного офісом головного судово-медичного експерта у Вашингтоні, опублікованих у грудні 2007 року, смерть Калверта була випадковою. Доктор Джон Мендельсон, фармаколог з Дослідницького інституту Каліфорнійського тихоокеанського медичного центру, сказав MTV News, що «подібні випадки Калверта настільки рідкісні, що їх майже не існує. Це настільки рідко, що ви навіть не можете визначити точну цифру» і що «26-річні люди вмирають від будь-яких захворювань надзвичайно рідко». Така смерть одна на кілька мільйонів". І циталопрам (також відомий під торговою маркою Celexa), і клоназепам (також відомий під торговими марками Klonopin і Rivotril) є ліками, що відпускаються за рецептом. Перший є антидепресантом, а другий використовується для лікування судомних розладів і панічних атак.

Барабанщик Ерон Буччіареллі зробив таку заяву:
З моменту інциденту ми підозрювали можливу взаємодію з наркотиками як причину. Кейсі боровся з депресією стільки, скільки ми його знали. Він відвідував багатьох лікарів і приймав постійно змінюваний набір ліків, щоб одужати. Він нарешті взяв свою депресію під контроль. Згідно з токсикологічним звітом, причиною смерті стала смертельна взаємодія між ліками від депресії, ліками від тривоги та опіатом. Згадування опіатів разом із терміном «зловживання психоактивними речовинами» в поєднанні зі стереотипами «рок-зірки» відразу викликає образи вживання важких наркотиків і залежності, що просто не може бути віддаленішим від істини у випадку Кейсі. Те, що токсикологічний звіт не показує, так це те, що перед нашим від'їздом у тур у Кейсі був кореневий канал, і йому призначили вікодін (опіат) від болю. Знову ж таки, Кейсі не був замішаний ні в чому незаконному, а також не зловживав психоактивними речовинами.
Джей Ті Вудрафф заявив, що «ми не будемо додавати іншого гітариста чи іншого скрімера», і що «в наших альбомах завжди буде написано »Кейсі Калверт: гітара/вокал«» В іншому інтерв'ю Буччареллі сказав: «Нам не потрібен ще один скример… Якщо вболівальники прагнут скримінгу, вони можуть це зробити самі».

### Fragile FutureіRhapsody Originals(2008—2009)
Hawthorne Heights випустили демо нової пісні «Come Back Home» на своїй сторінці MySpace у 2007 році. Повторна версія пісні стала одним із дванадцяти треків, які були відібрані для третього студійного альбому гурту. Друга пісня вийшла на Myspace, кавер на пісню Smashing Pumpkins «Bullet with Butterfly Wings», яка була додана до MySpace Tribute до The Smashing Pumpkins. Ця кавер-версія, однак, не стала треком в альбомі.
Hawthorne Heights і Victory Records налагодили свої стосунки, і 5 серпня 2008 року на лейблі вийшов третій альбом гурту, Fragile Future. Джефф Шнівайс продюсував альбом. Головний сингл «Rescue Me» вийшов 22 липня 2008 року. Hawthorne Heights зіграли пісню «Rescue Me» наживо як спеціальні гості на The Tonight Show з Джеєм Лено як ведучого після повного випуску альбому 18 вересня 2010 року як рекламу для Fragile Future.
Rhapsody Originals вийшов ексклюзивно для Rhapsody як перший мініальбом Hawthorne Heights 26 серпня 2008 року. Він був записаний компанією Rhapsody і вийшов як промоушн студійного альбому Fragile Future. Він містить три концертні акустичні пісні з Fragile Future та одну пісню з їхнього другого студійного альбому If Only You Were Lonely.
Hawthorne Heights виступали в турі Linkin Park Projekt Revolution 2008 на сцені Revolution з колишніми колегами по лейблу Atreyu, Armor For Sleep, Street Drum Corps і 10 Years. До Linkin Park на головній сцені приєдналися Кріс Корнелл, The Bravery, Busta Rhymes і Ashes Divide.

### SkeletonsтаMidwesterners: The Hits(2009—2011)
Hawthorne Heights опублікували блог у своєму профілі MySpace, в якому повідомлялося, що вони офіційно підписали контракт з Wind-up Records і працювали над матеріалом для нової платівки. Гурт повідомив, що, попри те, що нового учасника гурту немає, і колишнього вокаліста Hawthorne Heights, Кейсі Калверта, не замінили, на новому альбомі буде новий «скример». Під час туру Hawthorne Heights оголосили, що Міка Карлі тепер забезпечуватиме екстрім-вокал для групи.
Під час запису альбому вокаліст Джей Ті Вудрафф і барабанщик Ерон Буччіареллі кілька разів назвали дві пісні з платівки, що змусило багатьох повірити, що вони вийдуть як сингли. Пісні мають назви «Here I Am» і «Nervous Breakdown». «Nervous Breakdown» став першим синглом з альбому 23 березня 2010 року. 2 жовтня 2009 року і Вудрафф, і Буікареллі опублікували на своїх сторінках у Твіттері повідомлення про те, що вони щойно закінчили запис вокалу для запису. Вудрафф заявив: «Тільки що закінчив виконувати вокал у кількох піснях. Повернення до хардкору!»
14 жовтня в офіційний список розсилки було надіслано електронний лист, в якому повідомлялося, що новий альбом буде називатися Skeletons і вийде на початку 2010 року. В електронному листі було зазначено:
Багато великих новин HH для вас сьогодні, люди!
Для початку ми випустимо наш новий альбом під назвою «Skeletons» на початку 2010 року! По-друге, як ви вже повинні знати, ми розпочинаємо Never Sleep Again '09 із Just Surrender, Monty Are I, Punchline, Anarbor , і Nightbeast 2 листопада! Купуйте квитки тут і отримайте їх сьогодні, тому що на кожному шоу ми будемо роздавати обмежену кількість колекційних карток для завантаження, які містять одну з наших нових пісень, "Unforgivable", а також деякі інші призи.

Це ваша перша нагода почути нашу нову музику, тож подбайте про те, щоб ви придбали квитки заздалегідь і прийшли на концерти раніше, тому що коли вони закінчаться, вам доведеться чекати, поки альбом вийде! Зустрінемося цієї осені!
Однак не всі зі згаданих гуртів приєдналися до Hawthorne Heights у турі Never Sleep Again 2009 року. Як і було обіцяно, листівки для скачування пісні «Unforgivable» були роздані під час туру. Крім того, наживо прозвучала пісня під назвою «End of the Underground».
Після туру Never Sleep Again 2009 фронтмен JT почав виконувати кілька сольних акустичних шоу з піснями, які він написав окремо від Hawthorne Heights.
Трек-лист альбому було оголошено 5 лютого 2010 року. Skeletons вийшов 1 червня 2010 року. Згідно з лютневим голосовим повідомленням Дж. Т. Вудрофа SayNow (також завантаженим у Twitter гурту), Міка Карлі грає укулеле, мандоліні та інших «дивних інструментах» із серії лютнь для багатьох бонус-треків у Skeletons.
Victory Records оголосив дату випуску збірки хітів Hawthorne Heights під назвою «Midwesterners: The Hits». Альбом вийшов 9 листопада 2010 року і містить 16 пісень із перших трьох студійних альбомів групи Victory Records.

### Cardboard Empire та EP-трилогія (2011—2012)
У липні 2011 року Hawthorne Heights розійшлися з Wind-up Records і створили власний лейбл Cardboard Empire. Гурт самостійно випустив трилогію мініальбомів, починаючи з Hate, який вийшов 23 серпня 2011 року. Кожен мініальбом вийшов протягом чотирьох-п'яти місяців після попереднього релізу. Між релізами група вирушила у різноманітні тури по Північній Америці.
11 серпня 2011 року було опубліковано обкладинку альбому та трек-лист Hate. Наступного дня відбулась прем'єра одного з треків мініальбому, «Four White Walls». EP просочився в Інтернет 21 серпня 2011 року. Hawthorne Heights мали плани випустити музичний кліп на кожен трек з Hate, з яких перший на пісню «Is This What You Wanted?». 
24 квітня 2012 року гурт оголосив, що другий мініальбом із трилогії під назвою «Hope» вийде 5 червня 2012 року. Вони також оголосили дати свого туру Summer of Hope на підтримку мініальбому, який розпочався 1 червня і завершився 14 липня. Їхній перший сингл з Hope під назвою «New Winter» є єдиною піснею Hawthorne Heights, яку показали на MTV майже за 5 років. Під час європейського туру Autumn of Hope вони брали інтерв'ю у ванні.

### Zero, зміни у складі таBad Frequencies(2013—2020)
Було оголошено, що гурт підписав контракт з Red Entertainment. Вони випустили новий альбом під назвою Zero 25 червня 2013 року. Гурт грав на Vans Warped Tour 2013 у всі дати. В оголошенні також йшлось, що Марк МакМіллон з The Story Changes був офіційно представлений як частина гурту, хоча він був учасником гастролей протягом багатьох років.
1 червня, рівно через 10 років після виходу дебютного альбому Hawthorne Heights The Silence in Black and White, акустична версія альбому вийшла через inVogue Records. Гурт вирушив у тур на честь 10-річного ювілею альбомів, розпочавши європейську частину у Fibber Magees, Дублін, Ірландія. 18 червня було оголошено, що Ерон Буччареллі покинув гурт невдовзі після релізу. 20 січня 2015 року було оголошено, що Міка Карлі також пішов. 13 лютого на сторінці гурту у Facebook було оголошено про запис нового матеріалу. Гурт виступав на Emo Nite LA у березні 2018 року. Hurt, заключна частина трилогії мініальбому, вийшов 18 вересня 2015 року. Трек «Pink Hearts» став доступними для трансляції 1 березня 2018 року. Наступний альбом гурту Bad Frequencies вийшов 27 квітня на Pure Noise Records. Гурт грав на розігріві у Silverstein в турі з нагоди 15-річчя дебютного альбому канадців When Broken Is Easily Fixed.

### The Rain Just Follows Me(2021–дотепер)
Під час свого першого післяпандемічного туру з колегами Bayside та Senses Fail 10 вересня 2021 року гурт випустив 7-й повноформатний альбом під назвою The Rain Just Follows Me на Pure Noise Records. LP з 10 пісень був спродюсований лауреатом Греммі Кемероном Веббом. Головний сингл альбому, «Constant Dread», містить гостьовий вокал фронтмена Counterparts Брендана Мерфі.

## Музичний стиль і впливи
Гурт переважно класифікували як емо, пост-хардкор, і скримо. Крім того, альбоми Hawthorne Heights були позначені в iTunes як альтернативний рок. Hawthorne Heights також описували як інді-рок, інді-емо та поппанк. Ерон Буччареллі, барабанщик гурту, зазначив, що звучання гурту «завжди було схожим на емо чи скримо». У тому ж інтерв'ю він сказав, що гурт воліє, щоб його називали просто «рок-гуртом».
Коментуючи перший альбом гурту The Silence in Black and White, Ерон сказав, що «атака потрійної гітари» дозволяє їм «додати багато ефектів багатошаровості та хитросплетінь до нашої музики разом із правомірним залученням різних музичних стилів». Альбом також містить жіночий бек-вокал, наданий сестрою учасника гурту Міки Карлі, Грасі Карлі. Це дало багатьом пісням ширший емоційний спектр, не обмежений статтю.
Стиль Hawthorne Heights почали визнавати мелодичним хардкором завдяки випуску If Only You Were Lonely. Після «пом'якшення їхньої ліричної позиції, додавання меланхолійних клавішних і бадьорих мелодій, які були ідеальною противагою їхнім кричущим бекап-співам», їхній унікальний звук став більш впізнаваним.
Навіть після смерті одного з гітаристів Hawthorne Heights продовжували розвивати свій звук. У релізі Fragile Future гурт використав елементи павер-попу. Четвертий альбом Hawthorne Heights, Skeletons, стилістично повертається до «музики, подібної до їхніх перших двох альбомів», але він набагато м'якше. Альбом, однак, «відмовляється рухатись по старому маршруту», включивши елементи «електро» та «поппанку» в кілька треків. Альбом також «відкрив новий шлях, додавши унікальне електронне звучання». Крім того, у Skeletons включені різні інші музичні стилі. Відомий блюз-роковий трек «Gravestones» починається «нехарактерною західною акустикою, а потім занурюється в більш захопливий приспів, залишаючи звук дикого заходу та замінюючи його фортепіано та ефірною присутністю».
Після створення власного лейблу Hawthorne Heights планували випустити трилогію мініальбомів. Перший EP з трилогії, «Hate» лірично розповідає про почуття ненависті, гніву та самотності. За словами Вудраффа, «Hate» містить більше «агресивних пісень», які «набагато важчі за все, що ми коли-небудь робили». Цей мініальбом порівнювали з іншими скримо-альбомами, такими як релізи Senses Fail. Екстрім-вокал і брейкдауни є помітними рисами альбому, що відображає музичний стиль перших двох альбомів гурту. В одному огляді стверджується, що «цей агресивний бік, який спав останні кілька років, нарешті закипів над усім разом».
Hawthorne Heights називають Sunny Day Real Estate, The Get Up Kids, Quicksand, Led Zeppelin, Youth of Today, Gorilla Biscuits і Black Sabbath як свій вплив.

## Протиріччя

### Інцидент з Ne-Yo
У лютому 2006 року, коли гурт готувався до випуску If Only You Were Lonely, Victory Records випустив дві заяви для шанувальників через списки розсилки гурту, а також їхній профіль MySpace, заявивши, що «РОК-музиці потрібна ваша підтримка» і що «перше місце належить нам». Вони також благали шанувальників зайти в мережу магазинів і переконатися, що компакт-диски Hawthorne Heights є в наявності, і саботувати підрахунок продажів альбому Ne-Yo In My Own Words, який вийшов того ж дня. У заяві говориться:
Що стосується Ne-Yo, то ціль полягає в тому, щоб зменшити шанси на продаж тут. Якби ви взяли жменю компакт-дисків Ne-Yo, ніби ви збиралися їх купити, але потім передумали й не потрудилися покласти їх на те саме місце, це спрацювало б. Попри те, що в цьому записі буде багато запасів, і ви, можливо, не зможете перемістити весь запас, просто переміщення невеликої кількості товарів створює проблеми: навіть якщо здається, що в магазині немає на складі, комп’ютер бачитиме, що він є в наявності, і не замовить повторно запис, коли він продасться, і тоді Ne-Yo втратить кілька продажів пізніше цього тижня.
Вони завершили свій заклик до об'єднання, процитувавши Вінстона Черчилля: «Перемога за будь-яку ціну, Перемога, попри весь терор, Перемога, яким би довгим і важким не був шлях; бо без Перемоги неможливо вижити». Пізніше учасники гурту заявили, що заяви були опубліковані звукозаписним лейблом без їхньої згоди. 7 серпня 2006 року гурт оголосив про вихід з Victory Records і подав на лейбл до суду за порушення контракту, авторських прав і торгових марок, шахрайство та зловживання. У вересні 2006 року Victory Records подала зустрічний позов за порушення контракту та наклеп. У жовтні 2006 року чиказький суддя відхилив дві з трьох основних претензій у позові гурту, постановивши, що звинувачення щодо торгової марки та порушення авторських прав є необґрунтованими. 5 березня 2007 року федеральний суддя в Чикаго постановив, що Victory Records не володіє ексклюзивними правами на звукозаписні послуги гурту і що гурт може записувати для будь-якого лейбла. Зокрема, суддя зазначив: «Угода не містить жодних положень про ексклюзивність, і жодна з її формулювань не перешкоджає [гурту] записуватись деінде протягом терміну дії угоди». Пізніше суддя підтвердив це рішення 17 травня 2007 року, заявивши, що Hawthorne Heights як і раніше зобов'язаний за контрактом поставити два альбоми Victory, але може записувати альбоми, вийшли в інших місцях.

### Позов Wild Justice Records
16 жовтня 2007 року Wild Justice Records подав до суду на Hawthorne Heights за порушення усного контракту внаслідок суперечки щодо частки керуючої компанії в доходах групи.

## Учасники гурту
| Поточний склад - Джеймс Томас «Дж. Т.» Вудрафф — ведучий вокал, ритм-гітара, піано, клавішні (2001–дотепер) - Метт Ріденур — бас, бек-вокал (2001–дотепер) - Марк Макміллон — соло-гітара, екстрім-вокал (2015–дотепер); ритм-гітара, бек-вокал (2013—2015, гастролі та сессії 2009—2013) - Кріс «Поппі» Попадак — ударні, перкусія, бек-вокал (2017–дотепер, гастролі та сессії 2014—2017) Колишні учасники - Міка Карлі — соло-гітара (2001—2015); екстрім-вокал (2001—2002, 2008—2015) - Ерон Буччареллі — ударні, перкусія (2001—2014) - Кейсі Калверт — ритм-гітара, екстрім-вокал (2002—2007; до смерті) Колишні концертні та сесійні музиканти - Грейс Карлі — жіночий бек-вокал у The Silence in Black and White (2004) та Midwesterners: The Hits (2004) - Джон Бендер — бек-вокал у If Only You Were Lonely (2005) - Себастьян Дейвін — піано у If Only You Were Lonely (2005) |

## Дискографія
Студійні альбоми
- The Silence in Black and White (2004)
- If Only You Were Lonely (2006)
- Fragile Future (2008)
- Skeletons (2010)
- Zero (2013)
- The Silence in Black and White Acoustic (2014)
- Bad Frequencies (2018)
- The Rain Just Follows Me (2021)
- If Only You Were Lonely XV (2023)